# Hysterium barrianum
Hysterium barrianum är en svampart som beskrevs av E. Boehm, A.N. Mill., Mugambi, Huhndorf & C.L. Schoch 2009. Hysterium barrianum ingår i släktet Hysterium och familjen Hysteriaceae.   Inga underarter finns listade i Catalogue of Life.